# Sidomulyo (Bosar Maligas)
Sidomulyo is een bestuurslaag in het regentschap Simalungun van de provincie Noord-Sumatra, Indonesië. Sidomulyo telt 1181 inwoners (volkstelling 2010).